# 道格拉斯DC-7
道格拉斯DC-7於1953－1958年投產，也是道格拉斯公司最後的螺旋槳活塞引擎飛機，其直接取代型號是波音707及DC-8。

## 歷史
泛美航空於1945年要求研發DC-7，類似C-74的軍用機改裝版本，但很快被取消了計劃。美國航空要求DC-6的加長航程版，以作不停站的跨洋飛行。
DC-7於1953年試飛，1958年停產，總共交付了338架。

## 規格資料（DC-7C）
参考资料：Jane's all the World's Aircraft 1959-60
基本信息
- 机组：5名機組人員，4名空乘
- 容量：最多105名乘客 + 18,440磅（8,360）貨艙/行李艙
- 長度：112英尺3英寸（34.21）
- 翼展：127英尺6英寸（38.86）
- 高度：31英尺8英寸（9.65）
- 机翼面积：1,637平方英尺（152.1平方）
- 翼型：'翼根：'NACA 23016，翼尖：NACA 23012[4]
- 空重：72,763英磅（33,005）* 空載飛行：78,890磅（35,780）
- 最大起飛重量：143,000英磅（64,864）* 最大降落重量：109,000磅（49,000）
- 燃料容量：7,824 US gal（6,515 imp gal；29,620 l）於8個油缸，載油量246 US gal（205 imp gal；930 l）
- 发动机：4台Wright R-3350-988TC18EA1-2 18缸螺旋槳空冷活塞發動機，每台3,400匹馬力（2,500千瓦特）
- 螺旋桨：4桨叶標準漢密爾頓 Hydromatic 34E60-345，14英尺0英寸（4.27）直径可變距式螺旋槳

性能
- 最大速度：406英里每小時（653每小時；353節），在22,700英尺（6,900米）以下高度可獲得動力
- 巡航速度：346英里每小時（557每小時；301節）推薦21,600英尺（6,600米）及總重110,000磅（50,000）
- 失速速度：97英里每小時（156每小時；84節）在降落重量時
- 航程：5,635英里（4,897海里；9,069），最大油量，於15,000英尺（4,600米）、274 mph（238 kn；441 km/h）時有效載重15,310磅（6,940）而沒有冗餘

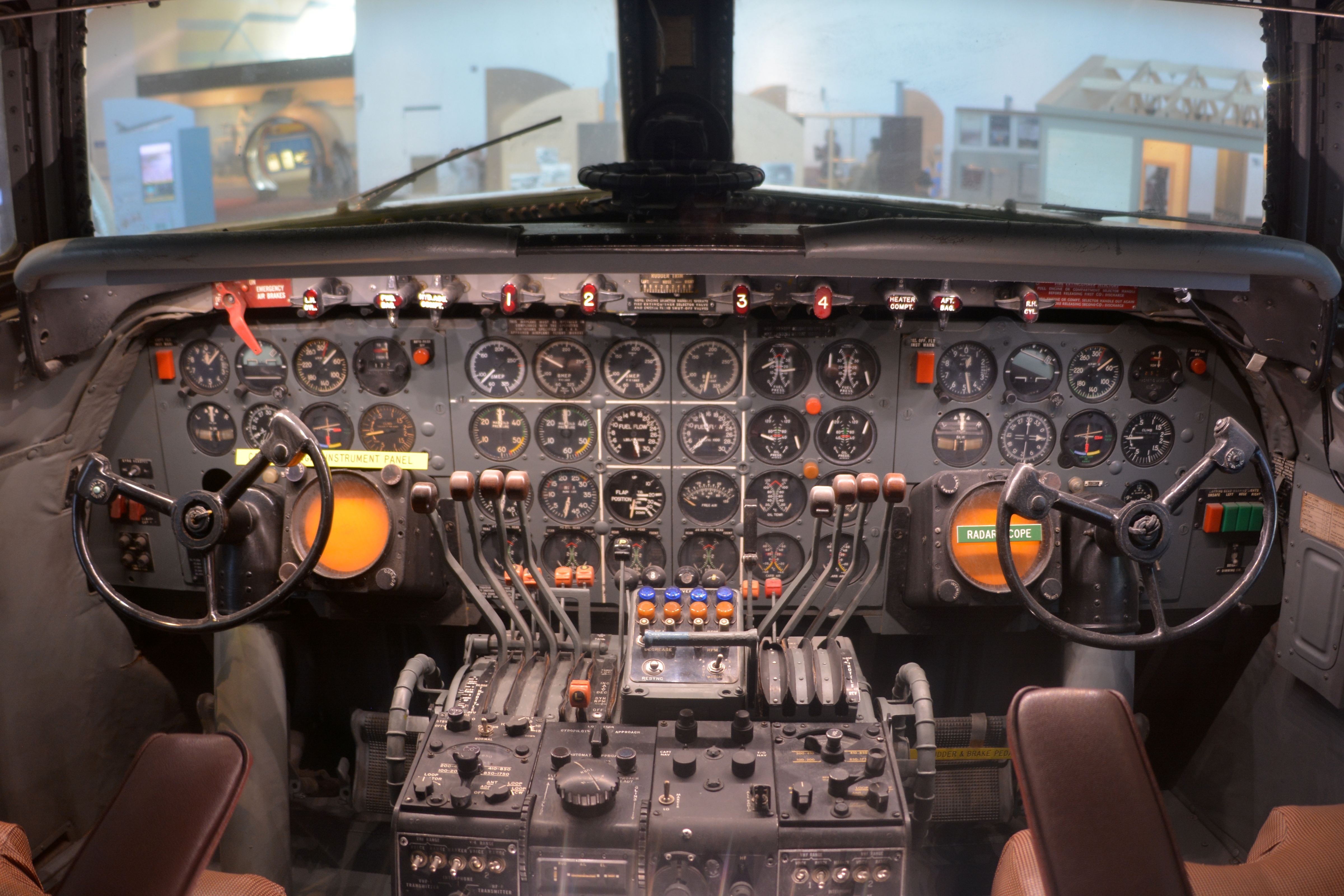
DC-7的駕駛艙，攝於美國國家航空航天博物館

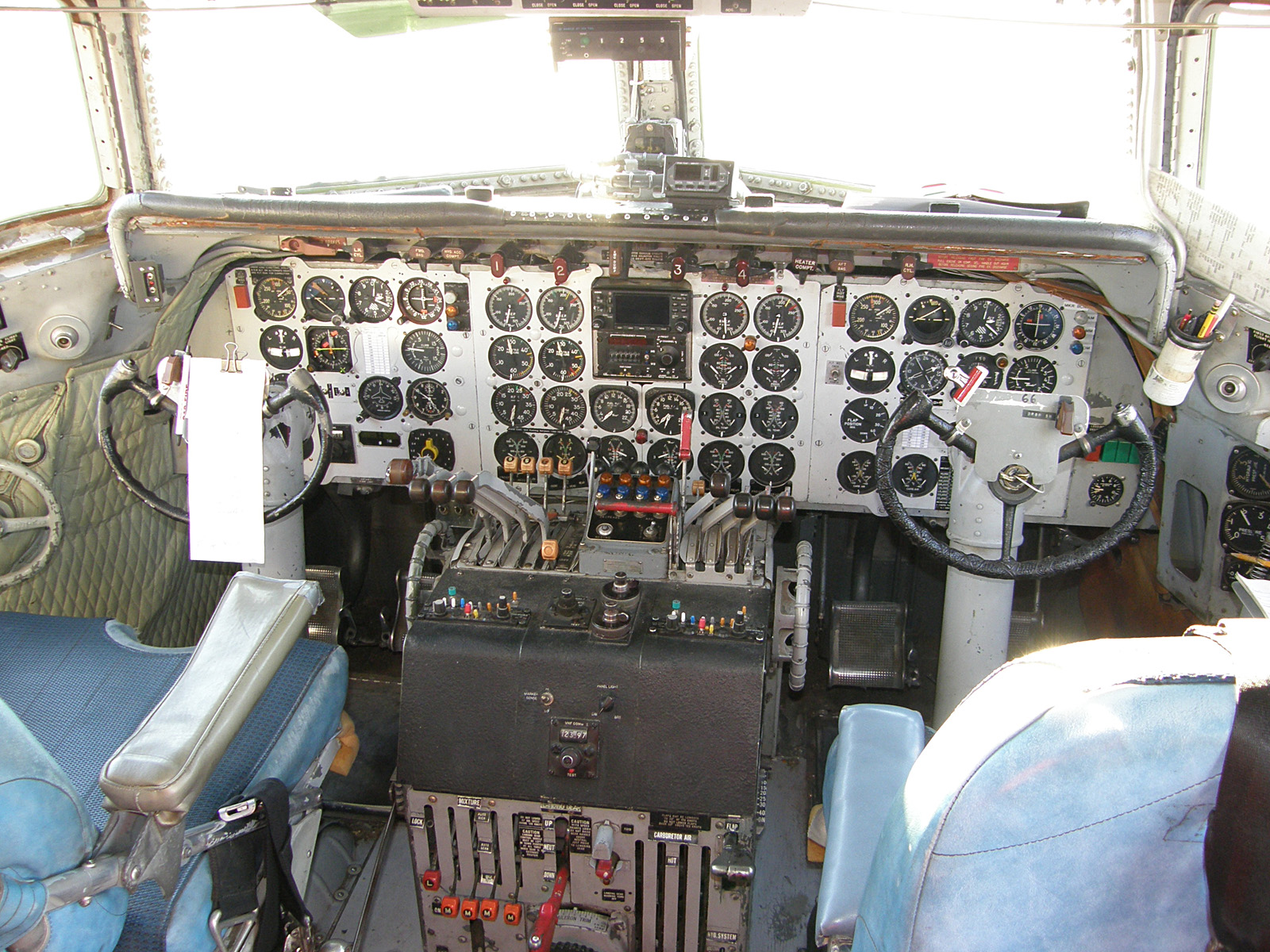
技術升級後的DC-7的駕駛艙

4,635 mi（4,028 nmi；7,459 km），最大有效載重而沒有冗餘
- 升限：21,700英尺（6,600）於最大總重

三台引擎14,600英尺（4,500米）於最大總重
- 爬升率：240英尺每分鐘（1.2每秒）at 20,000英尺（6,100米）於最大總重
- 起飛距離：6,360英尺（1,940米）於最大總重
- 50英尺（15米）以後的降落滑跑距離：5,100英尺（1,600米）